# Power metal
Power metal je podžanr heavy metala.
Glavna karakteristika pjesama je melodičnost, a stihovi se najčešće temelje na znanstvenoj fantastici, mitovima, fantastici i povijesnim temama. Kai Hansen, gitarist i bivši pjevač njemačkog power metal sastava Gamma Ray, često je nazivan "ocem power metala".

## Osobine
Power metal je brza, glasna i himnična glazba. Vokali običavaju pjevati u falsetu, po uzoru na Brucea Dickinsona (Iron Maiden) i Roba Halforda (Judas Priest). Neki od pjevača, kao npr. Hansi Kürsch (Blind Guardian) snimaju višeslojne vokalne dionice, po uzoru na Queen.
Gitaristi i basisti sviraju kratke i brze note, dok se akordi mijenjaju prilično sporo, jednom po taktu, ili čak rjeđe. Također, brze i zahtjevne gitarske solaže vrlo su česta pojava.
U power metalu velik broj sastava sadrži klavijature (Stratovarius, Sonata Arctica, Masterplan, DragonForce...), dok neke skupine (Rhapsody, Angra) sadrže i simfonijske elemente.
U power metalu bubnjari koriste duplu bas pedalu i različite setove činela.